# وين أندروود
وين أندروود هو محامي وقاضي وسياسي أمريكي، ولد في 27 أغسطس 1927، وتوفي في 20 أكتوبر 2005. انتخب عضو مجلس نواب فيرمونت ‏.